# 皮翁巴河
42°32′N 14°08′E / 42.533°N 14.133°E
皮翁巴河是意大利的河流，位於阿布魯佐，河道全長40公里，流域面積106平方公里，發源自切爾米尼亞諾，流經切利諾阿塔納肖，最終注入亞得里亞海。